# Laatzen
Laatzen är en stad i Niedersachsen, Tyskland med cirka 43 000 invånare. Laatzen ligger söder om förbundslandets huvudstad Hannover och är en del av Region Hannover.

## Geografi

### Läge
Laatzen ligger vid floden Leine. Floden bildar tillsammans med Leinemasch (i Marskland) den västra gränsen av huvudstadsregionen. Berget Kronsberg (118 m ö.h.) utgör den östra gränsen. I väster ligger Hannovermässan.

### Grannsamhällen
Staden gränsar i tur och ordning från sydväst till Pattensen, Hemmingen, Hannover och Sehnde (Region Hannover), samt Algermissen och Sarstedt (Landkreis Hildesheim).

### Distrikten
Laatzen består av delarna Alt-Laatzen (gamla staden), Grasdorf, Laatzen-Mitte (centrum), Rethen, Gleidingen och Ingeln-Oesselse.

## Historia

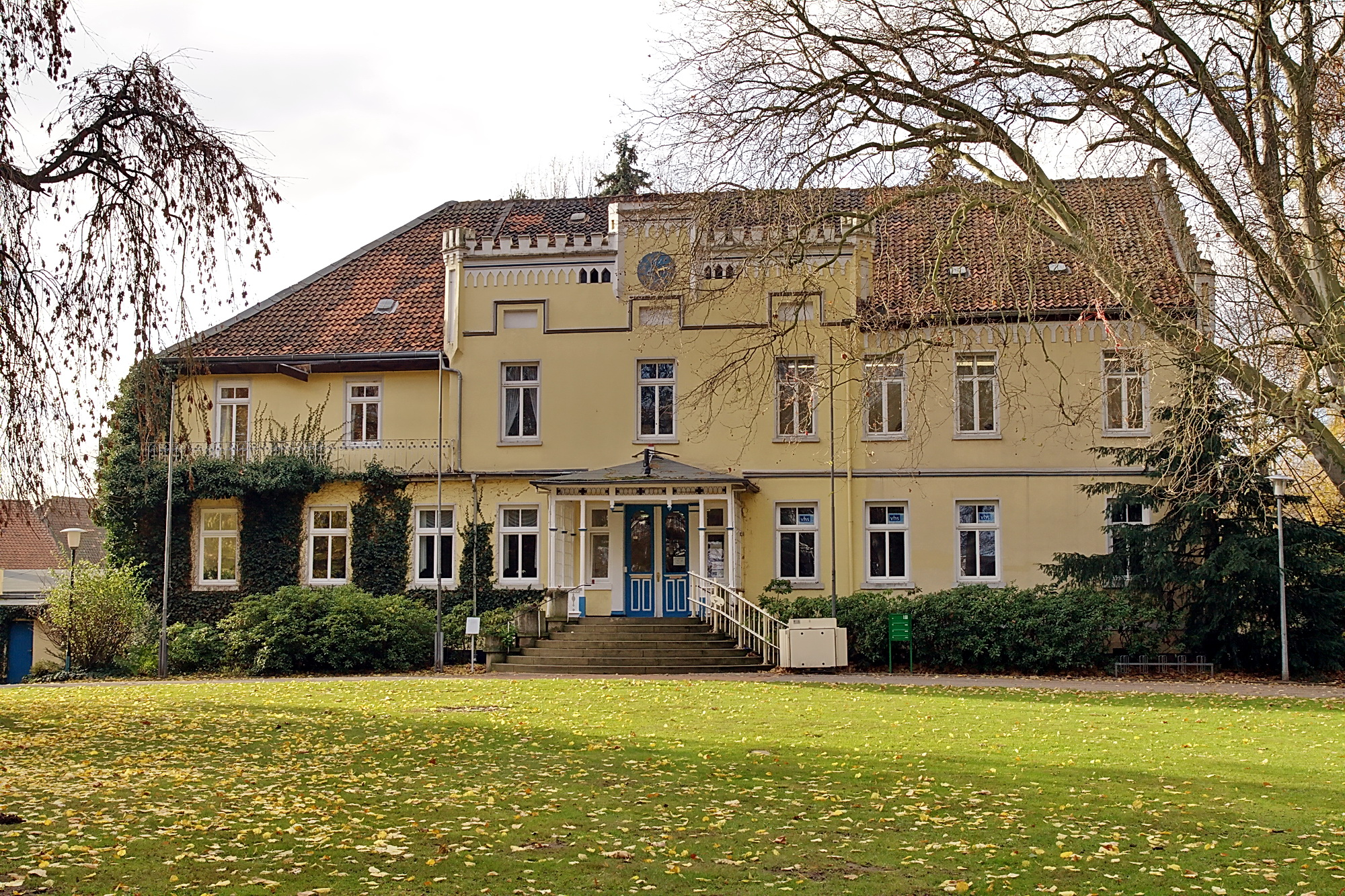
Gamla rådhuset i Alt-Laatzen

### Namn
Kommunen Laatzen är tidigast dokumenterad 1259. Namnet kommer från familjen Lathusen, som vid den tiden var den största markägaren i byn. Legenden talar om en jordbrukande stam (Lathen), som bosatte sig vid flodstranden omkring år 800.

## Politik

### Vapen
Ortens vapensköld godkändes 1931. Det visar på övre delen ett lejon, och i nedre delen floden Leine, som flyter genom gröna fält. Laatzen tillhörde sedan 1512 till Huset Welf, vars symbol var ett lejon.
Vapensköld: Delas av rött och grönt, ovanför ett växande gyllene lejon, nedan en kontinuerlig silvervåg mellan balkar.

### Vänorter
Laatzen har fyra vänortssamarbeten. Sedan 1969 med den franska orten Le Grand-Quevilly, sedan 1973 med holländska Eemsmond, sedan 1986 med österrikiska Waidhofen an der Ybbs och sedan 1991 med polska Gubin.

## Sevärdheter
- Det gotiska tegelkapellet i Alt-Laatzen omnämndes först år 1325. Det anses vara den sydligaste byggnaden i nordtysk Tegelgotik. Under andra världskriget skadades byggnaden svårt och byggdes om 1953/1954.
- Leine Center (Köpcentrum med cirka 100 butiker)
- Luftfartsmuseet
- Park der Sinne (Projekt-park för Expo 2000)

## Trafik

### Tåg
Järnvägsstationen Hannover Messe/Laatzen ingår i S-Bahn Hannover (tyska S-Bahn är ett offentligt system för snabb transit inom kollektivtrafiken och pendeltågsnätverk i stadsområden) ligger i Laatzen. Regelbundet kör den linje S4.

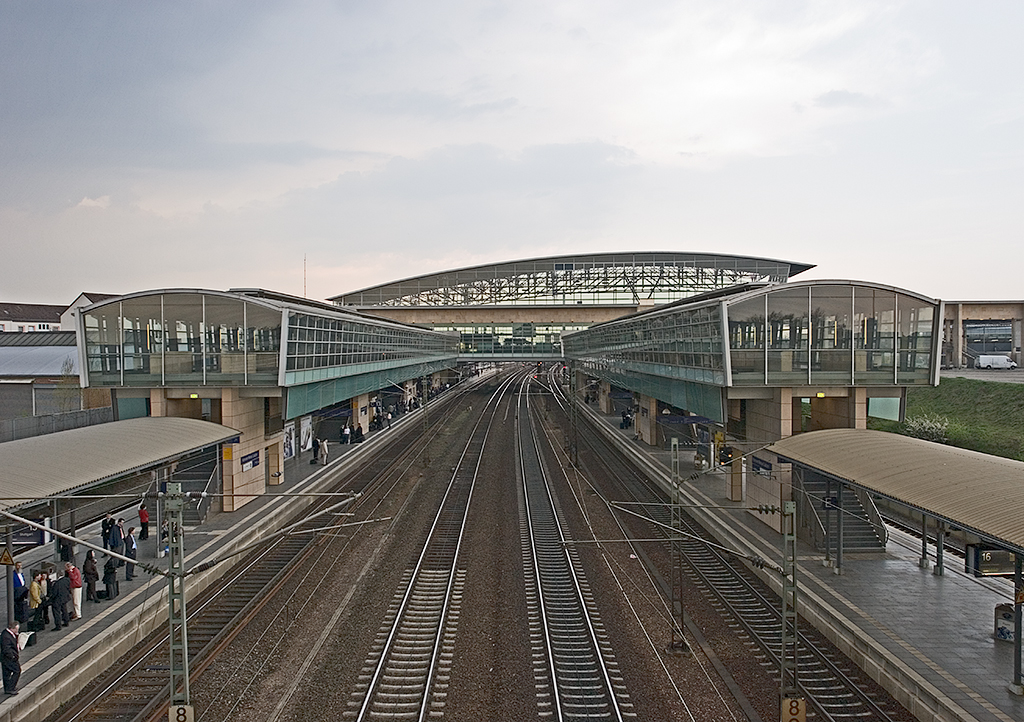
Järnvägsstationen Hannover/Messe Laatzen

Stadtbahn Hannover ansluter till Laatzen med två linjer i nord-sydlig riktning.
| Linje | Rutthistorik                                                                          |
| ----- | ------------------------------------------------------------------------------------- |
| 1     | Langenhagen - Hannover Hbf (tyska för Hannover Centralstationen) - Laatzen - Sarstedt |
| 2     | Alte Heide - Hannover Hbf - Laatzen - Rethen                                          |

Det finns även bussförbindelse med omgivande kommuner.

### Bil
Laatzen ligger vid motorvägen A7 (förkortning för Förbundsmotorväg 7, på tyska: Bundesautobahn 7) och A37 (Förbundsmotorväg 37).